# Stéphanie St-Pierre
Stéphanie St-Pierre, née le 2 août 1985 à Victoriaville au Québec, est une ancienne skieuse acrobatique canadienne.

## Biographie
Spécialiste du ski de bosses, elle fait ses débuts en Coupe du monde en janvier 2002 à Tignes, en France. Son premier podium en Coupe du monde arrive en 2003 à Fernie, en Colombie-Britannique, quand elle y gagne le concours de ski de bosses en parallèle. 
Au cours de sa carrière, elle monte sur neuf podiums de Coupe du monde, et remporte deux victoires. Sa plus belle saison est la saison 2006-2007, où elle termine 5e du classement de ski de bosses, douzième du classement de ski de bosses en parallèle et treizième du classement général. Elle remporte également la médaille de bronze aux Championnats du monde de 2003 à Deer Valley. 
St-Pierre dispute aussi les Jeux olympiques d'hiver 2006 à Turin, en Italie. Elle termine 17e du premier tour du ski de bosse féminins, un classement qui lui permet d'accéder à la finale. Lors de celle-ci elle améliore son classement et termine finalement à la douzième place. 
Elle est récipiendaire, en 2006, de la Médaille de l'Assemblée nationale. 
En avril 2010, elle annonce qu'elle décide de mettre fin à sa carrière de ski après 15 ans de pratique, à cause d'une série de blessures aux genoux. Elle a subi dans sa carrière trois chirurgies et un long processus de reconstruction de ses genoux, mais la douleur a persisté quand elle skiait. Elle prend alors conscience que revenir à un niveau compétitif après une si longue période inactivité est trop difficile. Elle annonce qu'elle retourne au Québec, où elle va vendre sa maison à Québec et s'inscrire à l'Université de Sherbrooke pour obtenir un diplôme en communications et marketing.